# 시사토론 10
《시사토론 10》은 KBS광주방송총국에서 수요일 밤 10시에 방송하는 프로그램이다.

## MC
- 정병준

## 동시간대 경쟁 프로그램
- 차이나는 클라스 (JTBC)
- 아빠본색 (채널A)
- 수요미식회 (TVN)
- 나는 자연인이다 (MBN)
- KBS 수목드라마 (KBS 2TV)
- MBC 수목 미니시리즈 (광주MBC, 목포MBC, 여수MBC)
- SBS 드라마 스페셜 (KBC)